# Ivan Bogdanov
Ivan Bogdanov (serbisch-kyrillisch Иван Богданов; * 1980 in Belgrad) ist ein serbischer Hooligan und Rechtsextremist. Bogdanov wurde international dadurch bekannt, dass er maßgeblich am Abbruch zweier serbischer Qualifikationspartien zur Fußball-Europameisterschaft beteiligt war.

## Werdegang
Ivan Bogdanov ist Mitglied in der rechtsextremen Hooliganszene des serbischen Fußballklubs Roter Stern Belgrad. In diesem Umfeld ist Bogdanov Angehöriger der Gruppierung Ultra Boys und gilt als äußerst gewaltbereit. Der vorbestrafte Bogdanov soll an Randalen gegen die Unabhängigkeit des Kosovo im Jahre 2004 und gegen den Arrest des Kriegsverbrechers Radovan Karadžić im Jahr 2008 beteiligt gewesen sein. Ferner war Bogdanov im selben Jahr in den Brandanschlag auf die US-amerikanische Botschaft in Serbien involviert.

## Beteiligung an Spielabbruch in Genua
Am 12. Oktober 2010 kam es vor und während des Länderspiels Serbien gegen Italien im Rahmen der Qualifikation für die Fußball-Europameisterschaft 2012 in Genua zu heftigen Ausschreitungen innerhalb des serbischen Fanblocks, an denen Bogdanov an vorderster Front beteiligt war. Die Bilder, in denen Bogdanov mit einer Zange das Ballfangnetz zerschnitt, die Kunststoffscheiben der Blockabtrennung zerschlug, bengalische Fackeln auf das Spielfeld warf und den Hitlergruß zeigte, gingen um die Welt und machten ihn zur Symbolfigur der Krawalle mit 16 Verletzten. In der internationalen Presse erhielt Bogdanov Beinamen wie „Ivan der Schreckliche“, „Das Biest von Genua“ oder „Das Hooligan-Monster“ (Bild). Das Spiel wurde nach sieben Minuten abgebrochen, Italien wurde der Sieg zugesprochen und der serbische Verband musste 120.000 Euro zahlen sowie ein Geisterspiel absolvieren. 
Am darauf folgenden Tag wurde Bogdanov festgenommen und im März 2011 von einem italienischen Gericht zu drei Jahren und drei Monaten Haftstrafe verurteilt, von denen er letztendlich zwei Jahre und sieben Monate absaß.

## Beteiligung an Spielabbruch in Belgrad
Am 14. Oktober 2014 kam es in Belgrad beim Qualifikationsspiel zur Fußball-Europameisterschaft 2016 in der 42. Spielminute zu gewalttätigen Auseinandersetzungen zwischen Spielern der serbischen und albanischen Nationalmannschaft infolge einer in den Spielfeldbereich einfliegenden Drohne mit einer daran befestigten Flagge, die unter anderem den albanischen Adler in den Umrissen Großalbaniens und die beiden albanischen Nationalisten Isa Boletini und Ismail Qemali zeigte. Die Polizei konnte einen Platzsturm der serbischen Anhänger zwar verhindern, einige wenige gewaltbereite Besucher gelangten jedoch trotzdem auf das Spielfeld und griffen die albanischen Spieler, teils mit Stühlen bewaffnet, an. Ivan Bogdanov trat auch hierbei maßgeblich in Erscheinung und konnte unter anderem durch zahlreiche Twitter-Fotos rasch identifiziert werden. Auch dieses Spiel wurde abgebrochen, nachdem sich die albanische Mannschaft weigerte, weiterzuspielen.

## Verhaftung in Deutschland
Einen Tag vor der Europa-League-Partie zwischen dem 1. FC Köln und dem FK Roter Stern Belgrad am 28. September 2017 wurden Ivan Bogdanov und sieben weitere Männer von der Kölner Polizei im Sinne einer „Präventivmaßnahme“ festgenommen. Bereits am nächsten Tag wurden sie, lange vor Spielbeginn, wieder entlassen, da der Haftrichter keinen Grund für eine Inhaftierung gegeben sah.